# União das Freguesias de Sezelhe e Covelães
Die União das Freguesias de Sezelhe e Covelães ist eine portugiesische Gemeinde (Freguesia) im Kreis (Concelho) Montalegre im Norden Portugals.

## Geschichte
Die Gemeinde entstand im Zuge der Gebietsreform vom 29. September 2013 durch die Zusammenlegung der ehemaligen Gemeinden Sezelhe und Covelães.
Sezelhe wurde Sitz der neuen Verwaltung.

## Demographie
| Freguesia | Freguesia          | Freguesia | Freguesia       | ehemalige Freguesias | ehemalige Freguesias | ehemalige Freguesias | ehemalige Freguesias |
| --------- | ------------------ | --------- | --------------- | -------------------- | -------------------- | -------------------- | -------------------- |
| Wappen    | Freguesia          | Einwohner | Fläche in (km²) | Wappen               | Freguesia            | Einwohner            | Fläche in (km²)      |
|           | Sezelhe e Covelães | 229       | 32,94           |                      | Sezelhe              | 144                  | 12,89                |
|           | Sezelhe e Covelães | 229       | 32,94           | Covelães             | 133                  | 20,05                |                      |